# Cyrtodactylus ngati
Cyrtodactylus ngati — вид ящірок з родини геконових (Gekkonidae). Описаний у 2021 році.

## Поширення
Ендемік В'єтнаму. Відомий лише у провінції Дьєнб'єнфу на північному заході країни.